# 2010년 부천국제판타스틱영화제
제14회 부천국제판타스틱영화제는 2010년 7월에 개최된 영화제이다. 부천에서 개최되었다.

## 수상 및 후보

### 작품상(장편)
- 김복남 살인사건의 전말 - 장철수 수상

### 여우주연상(장편)
- 김복남 살인사건의 전말 - 서영희 수상

### 남우주연상(장편)
- 화룡대결 - 임현제 수상

### 푸르지오 관객상
- 은혼 극장판 - 신역홍앵편 - 타카마츠 신지 수상

### 한국단편특별상
- 레일 - 명배영 수상

### 넷팩상
- 퍼머넌트 노바라 - 요시다 다이하치 수상

### 후지필름 이터나상
- 김복남 살인사건의 전말 - 장철수 수상

### 심사위원상(단편)
- 로드킬 - 그레고어 얼러 수상

### 관객상(단편)
- 차라리 먹어주세요 - 데이브 그린 수상

### 대상(단편)
- 플레이 - 데이빗 캐플란 수상

### EFFFF 아시아 영화상
- 베스트셀러 - 이정호 수상

### 판타지아 어워드
- 조여정 수상
- 고수 수상

### 액터스 어워드
- 류승범 수상

### 부천 초이스(장편)
- 카르고 - 이반 엔글러
- 고백 - 나카시마 테츠야
- 다이 - 도미닉 제임스
- 하우스 오브 더 데블 - 티 웨스트
- 카미니 - 비샬 바드와즈
- 유괴 - 켈빈 통
- 러브드 원스 - 숀 번
- 괴물들 - 가렛 에드워즈
- 스핑크스 - 니콜라 부크리에프

### 부천 초이스(단편)
- 베이비 붐 - 티에리 로랑지
- 필름 - 홍석재
- 인비져블 2: 귀신 소리 찾기 - 유준석
- 라인 - 박형익 외 1명
- 뫼 - 김동민
- 마더 - 알베르토 에반겔리오
- 로드 투 몰록 - 로버트 글리커트
- 달콤한 바캉스 - 마체 수비에타

### 금지구역
- 욕정이 활활 - 이상우
- 완전한 가족 - 이마이즈미 코우이치
- 이대로 죽을 순 없어 - 아드리안 가르시아 보글리아노
- 세르비안 필름 - 스르쟌 스파소예비치

### 판타스틱 단편 걸작선
- 아따쿨 - 이희찬
- 은진 - 변병준
- 파드 - 데이빗 알라퐁 외 1명
- 화장해 드릴까요? - 스콧 터프트
- 마스크 전쟁 - 제롬 불베
- 모래의 방 - 호타 아로낙
- 아버지를 대접합니다 - 헬렌 코미니 올센
- 좀비의 순정 - 스테판 파페
- 하드보일드 지저스 - 정영헌
- 키노텔 - 크리스틴 리에
- 낫 사용법 - 조형래
- 요나의 거대한 향수병 - 브린 체이니
- 어느 심부름꾼의 운명 - 심온
- 마스터 피스 - 최원재
- 3번가의 비밀 - 요아힘 아우스트
- 우리 집엔 시체가 있어요 - 콩 파후락
- 생활 요가 34장 - 클라우디오 로베르토 외 1명
- 클럽 레인보우 - 이상호
- 작두 편의점 - 제임스 리카도
- 넬리와 리오 - 에티엔 랑글로스
- 껍데기 - 심봉건
- 네가 나에게 피었다 - 유송호
- E-피그 - 피터 패식
- 간만에 나온 종각이 - 이상근
- 신체발부수지부모 - 김수진
- 수다쟁이 피라냐 - 그레고리 바다리노스
- 완벽한 그이 - 카티아 올리비에
- 아줌마! 미쳤어??? - 브렌트 앤비
- 발코니 소년 - 필라 팔로메로
- 조금 불편한 그다지 불행하지 않은 0.24 - 임덕윤
- 가장 아름다운
- 폴리 씨의 고민 - 대디
- 스완 송 - 잭 운
- 은하수를 건너는 법 - 정소영
- 자위의 왕 - 김종기
- 수리해주세요 - 아이스 카르탈
- 커밍아웃 - 뱅상 디드로
- 유쾌한 레코드 가게 - 줄리앙 하라드
- 대화가 필요해 - 밀라 니본다스
- 텔레비전의 봉인을 풀어라 - 전병덕
- 달빛소녀 - 그렉 맥클라우드
- 하찮은 씨의 마술쇼 - 마이클 힐
- 미쓰 커뮤니케이션 - 허서윤
- 두 남자 이야기 - 김병무 외 6명
- 확대 - 조현열
- 기로에서 - 김민호
- 더 룸 - 닉 센텐자
- 마법의 섬 - 노엘 컨스
- Tom N Jerry - 최진성
- 실전 호신술 - 김성환
- 봄 - 김현호
- 외계인전 - 정규문
- 단풍맞이 단합대회 - 오창민
- 꽃님이 - 정동락
- 괜찮아, 임마 - 박인철
- 누아빌 - 앤디 마쉬
- 더 터널 - 제나 카토 베스
- 두근두근 맛살라 - 데이빗 오설리반
- 크리스마스 레인 - 케빈 코
- 달나라 오타쿠 - 마리아노 산틸리
- 다음 역은 숫핀가 - 이반 코르타자
- 아이스크림 - 박가희
- Poor Guys - 성다솜
- 척추측만 - 조현철
- 아버지의 날 - 프라우케 탄

### 월드 판타스틱 시네마
- 7 데이즈 - 다니엘 그로우
- 알.이.씨 2 - 파코 플라자 외 1명
- 나인 템플 - 사란유 지랄락
- 아메르 - 엘렌 카테
- 방라잔 2 - 타니트 지트나쿤
- 바론 클럽 - 나빌 벤 야디르
- 클래쉬 - 레 탄 선
- 콜렉터 - 마커스 던스탠
- 데블스 타운 - 블라디미르 파스칼리에비치
- 좀비 오디세이 - 요르고스 노시아스
- 미션! 수영의 여왕 - 유진위
- 피날레 - 존 마이클 엘퍼스
- 타뢰대 - 곽자건
- 데스 게임 - 크리스토프 닉 외 1명
- 골든 슬럼버 - 나카무라 요시히로
- 히어로 - 김홍익
- 청춘묘지 : 내일과 함께 걷는다 - 오쿠다 요스케
- 휴먼 센터피드 - 톰 식스
- 조르단 - 스튜어트 하인슨 컬펩퍼
- 원스 어 갱스터 - 장문강
- 페이션트 X - 얌 라라나스
- 프라이멀 - 조쉬 리드
- R - 토비아스 린드홈 외 1명
- 빨강 - 고은기
- 더 리즈 - 닉 코엔
- 샤도우 - 페데리코 잠파글리오네
- 우리 이웃의 범죄 - 민병진
- 해골을 청소해 드립니다 - 닉 휘트필드
- 슬라이스 - 콩키앗 콤시리
- 소프트보이 - 토요시마 케이스케
- 시간을 달리는 소녀 - 타니구치 마사아키
- 타이머 - 잭 쉐퍼
- 극장판 트릭: 영능력자 배틀로얄 - 츠츠미 유키히코
- 불청객 - 이응일
- 잃어버린 시간(체코어판) - 댄 스바텍
- 비셔스 카인드 - 리 톨랜드 크리거
- 당신이 보지 못하는 것 - 울프강 피셔
- 연기 수업 - 서승만
- 더 클리닉 - 제임스 래비츠
- 전우치 - 최동훈

### 비전 익스프레스
- 세 얼간이 - 라지쿠마르 히라니
- - 이리에 유우
- 아카시아 - 츠지 히토나리
- 안비타명 - 운상
- 블랙 필드 - 바르디스 마리나키스
- 박스! - 리 토시오
- 데브 디 - 아누락 카시압
- 두 잇 어게인 - 로버트 패튼-스프륄
- 다운 테러스 - 벤 웨틀리
- 조우 - 임태형
- 사춘기 올챙이 - 마에노 토모야
- 퍼펙트 서클 - 마르코 마틴스
- 러브 아즈 칼 - 임티아즈 알리
- 놀리우드 바빌론 - 벤 아델만 외 1명
- 포비딜리아 - 도론 파즈 외 1명
- 슈얼리 섬데이 - 오구리 슌
- 우리 만난 적 있나요 - 임진평

### 스트레인지 오마쥬
- 엔터 더 보이드 - 가스파 노에
- 미스터 노바디 - 자코 반 도마엘
- 시크릿 인 데어 아이스 - 후안 호세 캄파넬라

### 패밀리 판타
- 알라딘 - 수조이 고쉬
- 북 오브 마스터즈 - 바딤 스콜로브스키
- 디셈버 - 힐마르 오드슨
- 우리 형은 수퍼히어로 - 버거 라슨

### 애니 판타
- 명탐정 코난: 천공의 난파선 - 야마모토 야스이치로
- 혹성대괴수 네가돈 - 아와즈 준
- 플란젯 - 아와즈 준
- 더 선 - 아야르 블라스코

### 특별전- 판타스틱 감독백서:장르 용사들의 귀환
- 만드릴 - 에르네스토 디아즈 에스피노자
- 레드 화이트 앤 블루 - 사이먼 럼리
- 투 아이즈 - 엘버트 반 스트리엔
- 조지 루카스: 이 사람을 고발합니다.. - 알렉상드르 오 필립

### 특별전- 테리 길리엄의 상상극장
- 자버워키 - 테리 길리엄
- 시간 도둑들 - 테리 길리엄
- 브라질 - 테리 길리엄
- 피셔 킹 - 테리 길리엄

### 특별전- 밀레니엄 3부작
- 밀레니엄 제1부 - 여자를 증오한 남자들 - 닐스 아르덴 오플레브
- 밀레니엄 제2부 - 휘발유통과 성냥을 꿈꾼 소녀 - 다니엘 알프레드손
- 밀레니엄 제3부 - 바람치는 궁전의 여왕 - 다니엘 알프레드손

### 회고전- 한국영화회고전:다이내믹 이두용
- 돌아온 외다리 - 이두용
- 돌아온 외다리 2 - 이두용
- 분노의 왼발 - 이두용
- 용호대련 - 이두용
- 비밀객 2 - 이두용
- 돌아이 - 이두용

### 회고전- 아시아제작배금사 회고전-선라이즈 기동전사 건담:우주세기의 기억
- 기동전사 건담 1 - 토미노 요시유키
- 기동전사 건담 2 - 토미노 요시유키
- 기동전사 건담 3 - 토미노 요시유키
- 기동전사 건담 - 역습의 샤아 - 토미노 요시유키
- 기동전사 제타 건담 - 별을 잇는 자 - 토미노 요시유키
- 기동전사 제타 건담 2 - 연인들 - 토미노 요시유키
- 기동전사 제타 건담 3 - 별의 고동은 사랑 - 토미노 요시유키
- 기동전사 건담 UC - 후루하시 카즈히로

### 오픈 시네 퍼레이드
- 친정엄마 - 유성엽
- 극장판 포켓 몬스터 DP - 아르세우스 초극의 시공으로 - 유야마 쿠니히코